# Maytenus eggersii
Maytenus eggersii là một loài thực vật thuộc họ Celastraceae. Đây là loài đặc hữu của Ecuador. Chúng hiện đang bị đe dọa vì mất môi trường sống.